# Laurien Vermulst
Laurien Jacqueline Maria Vermulst (Bolduque, 14 de junio de 1960) es una deportista neerlandesa que compitió en remo.
Ganó seis medallas en el Campeonato Mundial de Remo entre los años 1988 y 1993. Participó en dos Juegos Olímpicos de Verano, ocupando el cuarto lugar en Barcelona 1992 (cuatro scull) y el sexto en Atlanta 1996 (doble scull ligero).

## Palmarés internacional
| Campeonato Mundial | Campeonato Mundial            | Campeonato Mundial | Campeonato Mundial      |
| Año                | Lugar                         | Medalla            | Prueba                  |
| ------------------ | ----------------------------- | ------------------ | ----------------------- |
| 1988               | Milán (Italia)                | Medalla de oro     | Doble scull ligero      |
| 1989               | Bled (Yugoslavia)             | Medalla de bronce  | Scull individual ligero |
| 1990               | Tasmania (Australia)          | Medalla de plata   | Scull individual ligero |
| 1991               | Viena (Austria)               | Medalla de plata   | Scull individual ligero |
| 1993               | Račice (República Checa)      | Medalla de plata   | Scull individual ligero |
| 1994               | Indianápolis (Estados Unidos) | Medalla de plata   | Scull individual ligero |